# Agave braceana
Espèce
Agave braceana est une espèce de plantes à fleurs de la famille des Asparagaceae (sous-famille des Agavaceae) et du genre des Agaves.

## Description
Plante succulente, Agave braceana se présente sous la forme d'une rosette très ouverte de 80 à 100 cm, avec des feuilles vert-gris à grises, plates, très oblancéolées et lisses, avec des marges ondulées et munies d'une rangée d'épines, rougeâtres (jeunes) à grisâtres (plus âgées) sur leurs bords et se finissant par une épine terminale effilée, rougeâtre à brunâtre, d'un centimètre. Elles mesurent jusqu'à 65 cm de longueur et environ 19 cm de largeur maximales. De manière occasionnelle, la plante produit une remarquable hampe florale paniculée pouvant mesurer jusqu'à 7 mètres de hauteur avec des fleurs jaunes de 4 à 4,5 cm,.
L'espèce est récoltée pour la première fois en 1904 par L.J.K. Brace sur l'île de Great Abaco aux Bahamas mais a été décrite comme espèce à part entière en 1913 par le botaniste américain William Trelease.

## Distribution et habitat
L'espèce est originaire des îles Abacos aux Bahamas où elle vit dans les milieux ensoleillés et drainés avec un climat humide.

## Synonymes et variétés
L'espèce ne présente pas de synonyme.